# Turiner Autosalon

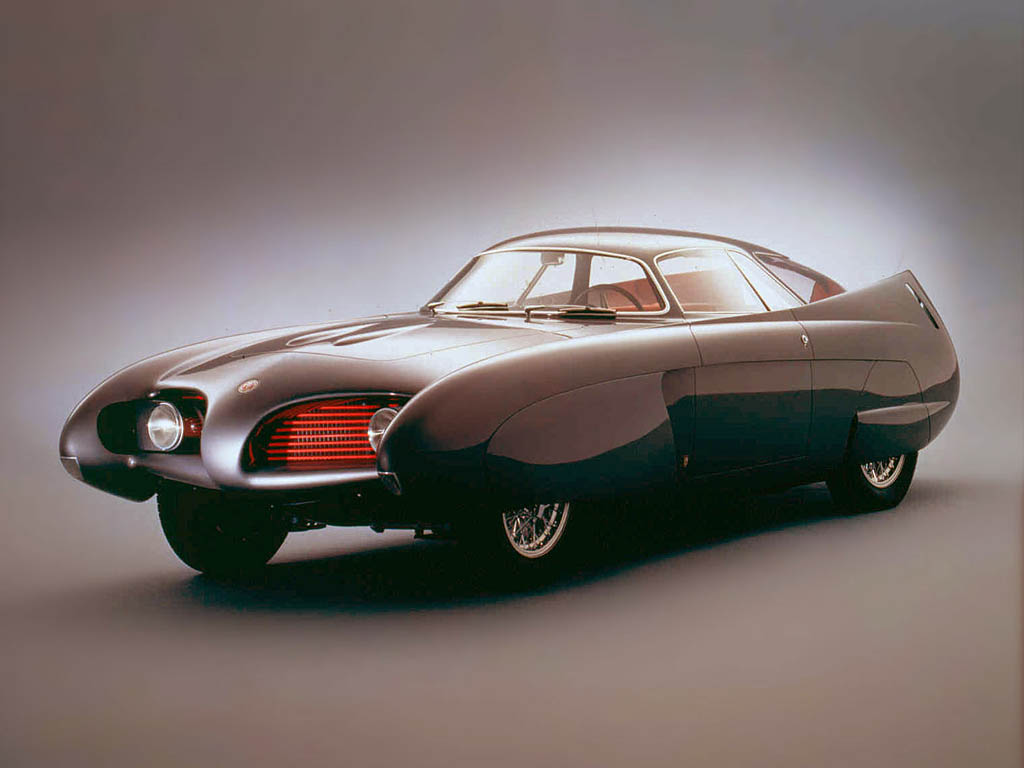
1953: Alfa Romeo B.A.T. 5

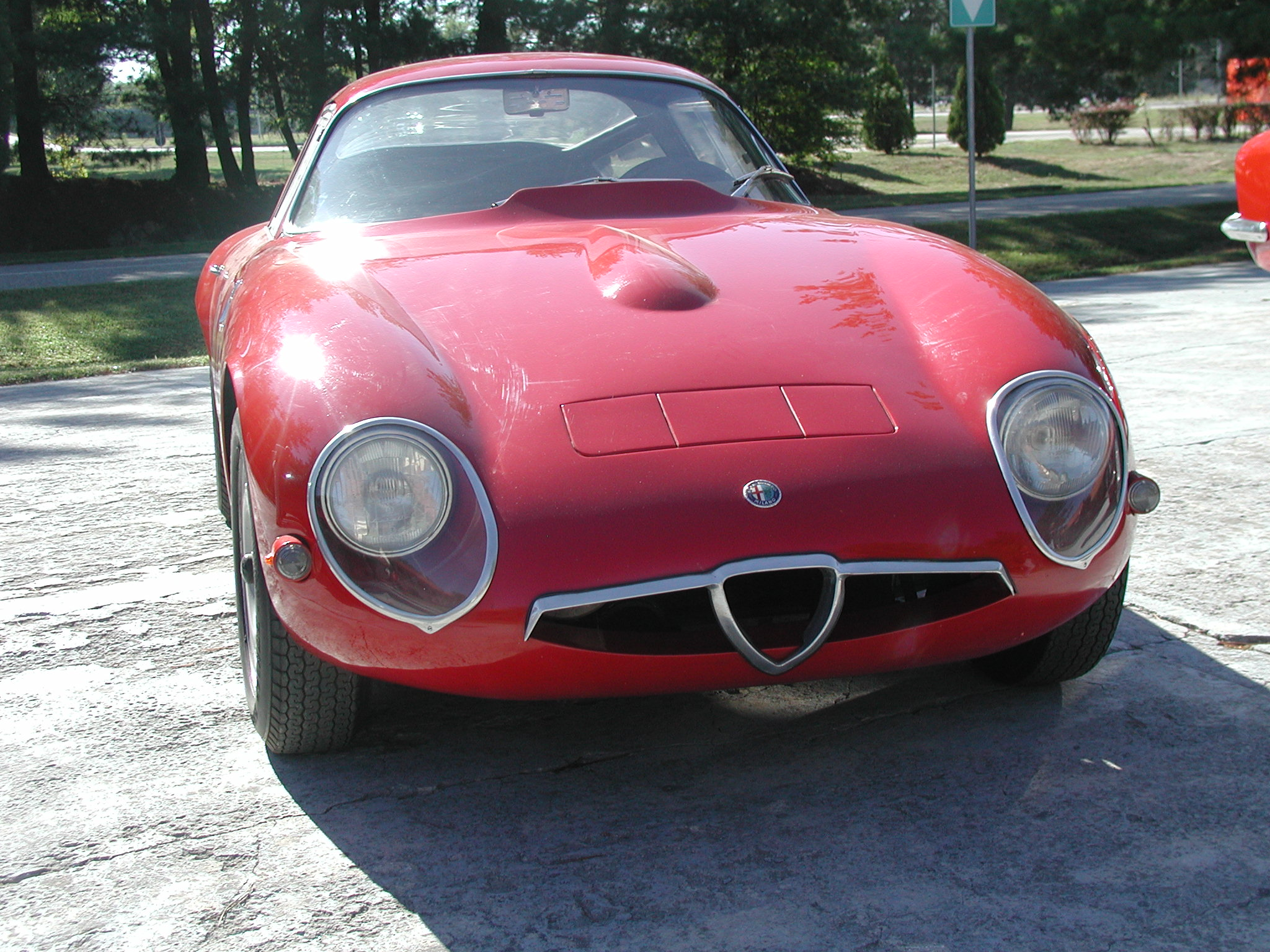
1962: Alfa Romeo Giulia TZ 1

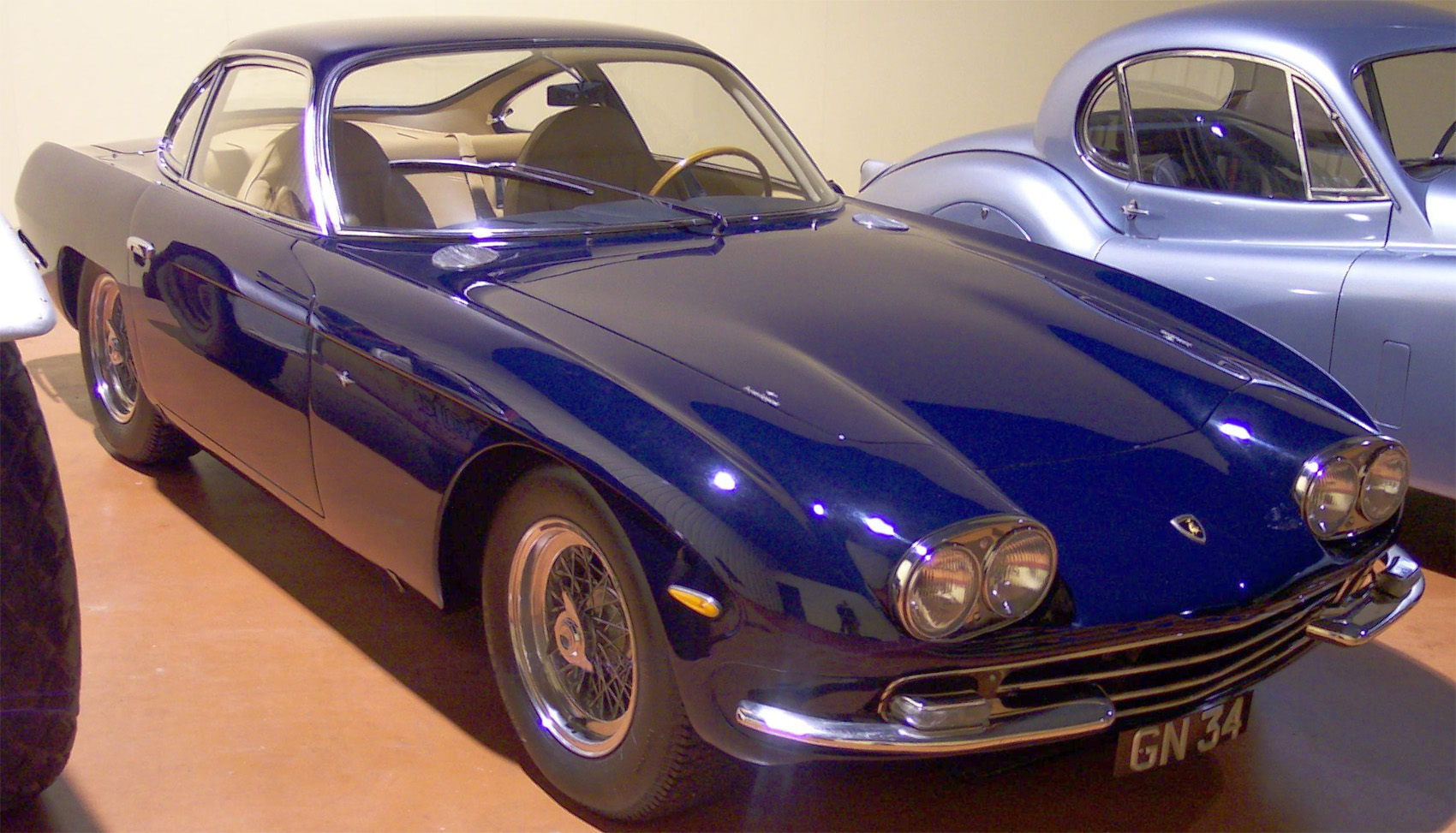
1963: Lamborghini 350 GT

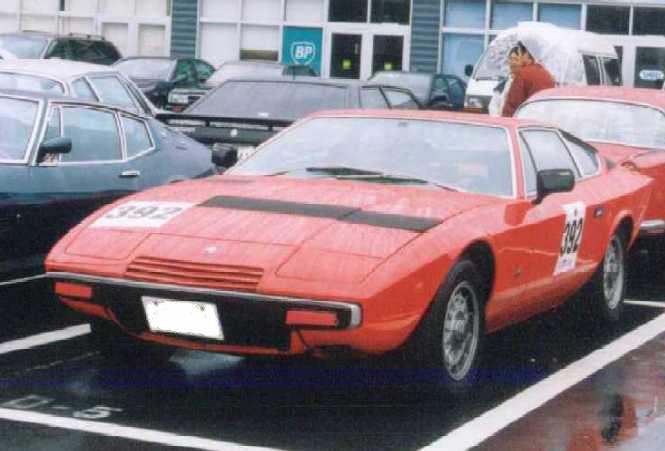
1972: Maserati Khamsin

Der Turiner Autosalon, offiziell Salone dell’automobile di Torino, war eine weltweit bekannte Automobilausstellung (Fachmesse für Automobile) in der italienischen Stadt Turin. Sie fand offiziell erstmals vom 21. bis 24. April 1900 bis ins Jahr 2000 in Turin statt und wurde dort in der Regel jährlich (Ausnahmen siehe unten) abgehalten.
Zunächst diente die Fahrzeugmesse vor allem der Präsentation von Fahrzeugmodellen, Prototypen und Designstudien einheimischer Kraftfahrzeughersteller und Karosseriebauunternehmen. Später präsentierten dort auch zahlreiche ausländische Hersteller ihre Produkte. Im Jahr 2002 sowie in den darauffolgenden Jahren fiel die Ausstellung mangels Interesses der meisten italienischen Automobilhersteller sowie der allgemeinen Konjunkturlage der Automobilindustrie aus.
| Jahr | Fahrzeugpräsentationen (Auswahl)                                                                                           |
| ---- | --- |
| 1901 | - Dual-Turconi |
| 1902 | - Adami Rondini |
| 1905 | - Faccioli 12 HP und 16 HP                                                                                                 |
| 1906 | - Fert |
| 1907 | - SPA 28/40 HP - Zena |
| 1908 | - Franco |
| 1947 | - Prototyp eines Grand-Prix-Rennwagens der Firma Porsche                                                                   |
| 1948 | - Fusi Aurora 8 |
| 1949 | - Porsche-Cisitalia-Rennwagen                                                                                              |
| 1952 | - Abarth 1500 Biposto Coupé                                                                                                |
| 1953 | - Prototyp Alfa Romeo B.A.T. 5 - Grignani Microvettura                                                                     |
| 1954 | - Prototyp Alfa Romeo B.A.T. 7 - mindestens 30 von Giovanni Michelotti entworfene Fahrzeugmodelle verschiedener Hersteller |
| 1955 | - Prototyp Alfa Romeo B.A.T. 9                                                                                             |
| 1956 | - Prototyp des Lancia Flaminia                                                                                             |
| 1959 | - Designprototyp BMW 3200 Michelotti Vignale                                                                               |
| 1962 | - Alfa Romeo Giulia TZ 1                                                                                                   |
| 1963 | - Lamborghini 350 GT als erstes Fahrzeug des Herstellers - Ghia 230 S - Prototyp des Iso Grifo A3/C                        |
| 1965 | - Urbanina |
| 1966 | - Fiat 124 Spider - Ferves Ranger                                                                                          |
| 1967 | - Alfa Romeo Tipo 33 Stradale                                                                                              |
| 1968 | - LMX Sirex 2300 |
| 1969 | - Super Scoiattolo |
| 1970 | - Lancia Stratos |
| 1971 | - Alfa Romeo Alfasud - Fontauto Hobbycar                                                                                   |
| 1972 | - Prototyp des Maserati Khamsin - Baldi                                                                                    |
| 1988 | - Italdesign Aztec |
| 1996 | - Premiere des Lancia Kappa Coupé                                                                                          |
| 1998 | - Konzeptstudie Lancia Dialogos des späteren Lancia Thesis                                                                 |
| 2000 | - Konzeptstudie für den späteren Ford Streetka                                                                             |